# Putovanje u budućnost
Putovanje u budućnost je 24. epizoda strip edicije Marti Misterija. U SR Srbiji, tada u sastavu SFRJ, ova epizoda je objavljena prvi put u aprilu 1985. godine kao vanredno izdanje Lunov magnus stripa #24. u izdanju Dnevnika iz Novog Sada. Cena sveske bila je 120 dinara (1,4 DEM; 0,45 $). Ova sveska sadrži 3. deo duže epizode do str. 34, koja je počela u #22, a nastavila se u #23, te 1. deo nove epizode (od strane 35).

## Originalna epizoda
Ova epizoda je premijerno objavljena 1. marta 1984. u Italiji pod nazivom Viaggio nel Futuro za izdavačku kuću Boneli (Italija). Cena je bila 800 lira ($0,56; 1,39 DEM). Epizodu siu nacrtali Đanpjero Kasertano (Giampiero Casertano), a scenario je napisao Alfredo Kasteli. Naslovnu stranu nacrtao je Đankarlo Alesandrini.

## Kratak sadržaj
Krata sadržaj prethodne priče (str. 1-34): Nadja nastavlja svoj kontakt sa kosturom koji su ona, Marti i Java našli u pećini dok su se skrivali od pripadnika KGB-a. Tada je objašnjeno kako je došlo do crkve na koju su naišli ranije. Nadja saznaje da su pripadnici nove zajednice u Tunguski nastavili da se bave naučnim istraživanjima i da su mnogo pre savremene civilizacije imali vazdušne letelice. Takođe su bili sposobni da stvore atomsku bombu. Na kraju se zajednica podelila na dva dela: na prosvećene, koji su želeli da sarađuju sa ostatkom sveta, i konzervativce, koji nisu hteli da otkrivaju svoja otkrića ostatku sveta. Te dve frakcije su ubrzo počele da se mrze i bore jedna protiv druge, što je dovelo do nuklearne eksplozije iz 1908. godine, nakon čega je ogroman deo te zajednice uništen. Marti, Nadja i Java pokušavaju da krenu iz pećine kako bi se vratili nazad u civilizaciju, ali su se od umora i hladnoće onesvestili. Kasnije ih pronalazi Strokov sa ekipom vojnika i odvodi ih u bolnicu u Moskvi. Tamo Marti saznaje da je i Strokov takođe pripadnik KGB-a.

## Cenzura
Dnevnik je u izdanju iz 1985. godine na više mesta cenzuirsao ovu epizodu kroz izmenjene dijaloge ili izbacivanje čitavih scena. Na primer, scena u kojoj Strokov saopštava Martiju da je pukovnik KGB-a u izdanju iz 1985. godine je zamenjena drugim dijalogom koji nema smisla.

## Reprize ove epizode
U Srbiji je ova epizoda reprizirana u knjizi #4 kolekcionarske edicije Biblioteka Marti Mistrija koju je objavio Veseli četvrtak, 17.7.2022. U Italiji je epizoda prvi put reprizirana u 1. februara 1991. godine u okviru edicije Tutto Martyn Mystere, dok je u Hrvatskoj prvi put reprizirana kao #14. u izdanju Libelusa 18.4.2008. pod nazivom Tunguska!.  Ova epizoda je u Italiji izašla još u Raccolti, #11/12 i u tuttoMystere seriji #22/24.

## Prethodna i naredna sveska vanrednog izdanja LMS
Prethodna sveska nosila je naziv Zločin u Tajgi (#23), a naredna Povratak iz mrtvih (#25).
Pogledati još: Marti Misterija (vanredno izdanje LMS)